# Марокко на зимних Олимпийских играх 2022
Марокко участвовала в зимних Олимпийских играх 2022 года в Пекине, Китай, с 4 по 20 февраля 2022 года.
Сборная Марокко состояла из одного мужчины-горнолыжника. Ясин Ауич был знаменосцем страны на церемонии открытия. Тем временем волонтёр был знаменосцем на церемонии закрытия.

## Участники
Ниже приведён список участников, участвующих в Олимпийских Играх.
| Спорт       | Мужчины | Женщины | Всего |
| ----------- | ------- | ------- | ----- |
| Горные лыжи | 1       | 0       | 1     |
| Всего       | 1       | 0       | 1     |

## Горные лыжи
Выполнив базовые квалификационные стандарты, Марокко квалифицировало одного горнолыжника-мужчину.
| Спортсмен | Событие                     | Забег 1     | Забег 1     | Забег 2               | Забег 2               | Всего                 | Всего                 |
| Спортсмен | Событие                     | Время       | Место       | Время                 | Место                 | Время                 | Место                 |
| --------- | --------------------------- | ----------- | ----------- | --------------------- | --------------------- | --------------------- | --------------------- |
| Ясин Ауич | Гигантский слалом — мужчины | Не закончил | Не закончил | Не продвинулся вперёд | Не продвинулся вперёд | Не продвинулся вперёд | Не продвинулся вперёд |